# خالد حسين الدبيش
خالد حسين الدبيش (24 فبراير 1977 بنغازي ليبيا - ) هو لاعب كرة قدم ليبي، يلعب كلاعب وسط، شارك في كأس الأمم الأفريقية 2006.

## روابط خارجية
- خالد حسين الدبيش على موقع الاتحاد الدولي (مؤرشف)  (الإنجليزية)
- خالد حسين الدبيش على موقع قاعدة بيانات كرة القدم.إي يو (الإنجليزية)
- خالد حسين الدبيش على موقع ناشيونال فوتبول تيمز (الإنجليزية)